# Khan (Band)
Khan war eine britische Progressive-Rock-Band aus der Canterbury-Szene, die von 1971 bis 1972 bestand.
Gegründet wurde sie 1971 von Steve Hillage (Gitarre), der zuvor bei Uriel gespielt hatte, Nicholas (Nick) Greenwood (Bass), der zuvor bei The Crazy World of Arthur Brown gespielt hatte, Dick Henningham (Orgel/Keyboards) und Pip Pyle (Schlagzeug). Die Band entschied sich für Terry King als Manager, der auch Caravan managte. Die sich nun anschließenden Konzerte u. a. mit Caravan, Steamhammer und Gnidrolog führten zu einem Vertrag mit Decca/Deram Records.Pyle wechselte allerdings noch vor dem ersten Auftritt im Juni 1971 zu Gong und wurde durch Eric Peachey ersetzt. Im Oktober 1971 schied auch Dick Heninghem aus und wurde für die Phase der Album-Sessions durch Dave Stewart ersetzt.
Das einzige Album Space Shanty wurde in der letzten Besetzung Steve Hillage (Gitarre), Nick Greenwood (Bass), David Stewart (Keyboards) und Eric Peachey (Schlagzeug) 1971/72 aufgenommen und 1972 veröffentlicht.